# Ernst Kaufmann
Ernst Kaufmann   (Bellikon, 9 de juny de 1895 - Bellikon, 20 de desembre de 1943) fou un ciclista suís especialista en el ciclisme en pista. Encara que també competí en ruta, on va aconseguir dos campionats nacionals, els seus majors èxits van ser amb la velocitat de la qual es proclama Campió del Món el 1925.
Apareix a la pel·lícula Die siebtente Nacht de 1922, en la qual es va interpretar a ell mateix, al costat dels corredors Franz Krupkat, Walter Rütt i Karl Saldow. El 1923 va escriure el llibre Der Radrennsport. Fliegerrennen.
El 1932 es retirà del ciclisme professional. Posteriorment va construir bicicletes i durant dos anys va ser director del velòdrom de Zuric-Oerlikon. Va morir víctima d'una malaltia renal pocs dies abans del Nadal de 1943.

## Palmarès en ruta
- 1917
  -  Campió de Suïssa en ruta
- 1918
  -  Campió de Suïssa en ruta

## Palmarès en pista
- 1912
  -  Campió de Suïssa de Velocitat amateur
- 1913
  -  Campió de Suïssa de Velocitat amateur
- 1914
  -  Campió de Suïssa de Velocitat amateur
- 1915
  -  Campió de Suïssa de Velocitat amateur
- 1916
  -  Campió de Suïssa de Velocitat amateur
- 1917
  -  Campió de Suïssa de Velocitat
- 1918
  -  Campió de Suïssa de Velocitat
- 1919
  -  Campió de Suïssa de Velocitat
- 1920
  -  Campió de Suïssa de Velocitat
- 1921
  -  Campió de Suïssa de Velocitat
- 1921
  -  Campió de Suïssa de Velocitat
- 1922
  -  Campió de Suïssa de Velocitat
- 1923
  -  Campió de Suïssa de Velocitat
  - 1r al Gran Premi de París
- 1924
  -  Campió de Suïssa de Velocitat
- 1925
  -  Campió del món de velocitat
  -  Campió de Suïssa de Velocitat
- 1927
  -  Campió de Suïssa de Velocitat
  - 1r al Gran Premi de París
- 1928
  -  Campió de Suïssa de Velocitat
- 1929
  -  Campió de Suïssa de Velocitat
- 1930
  -  Campió de Suïssa de Velocitat
- 1940
  -  Campió de Suïssa de Velocitat
- 1941
  -  Campió de Suïssa de Velocitat
- 1942
  -  Campió de Suïssa de Velocitat
- 1943
  -  Campió de Suïssa de Velocitat